# Присоединение Бессарабии и Северной Буковины к СССР
Присоединение Бессарабии и Северной Буковины к СССР (также Бессарабская операция, Бессарабский поход 1940, Прутский поход 1940, в Молдове, Румынии и ряде других стран — Советская оккупация Бессарабии и Северной Буковины) — включение Бессарабии, Северной Буковины и области Герца в состав СССР в 1940 году.

## Значимые даты и события
К началу Второй мировой войны территория Бессарабии являлась частью Королевства Румыния, однако правительство Советского Союза не признавало этого и планировало разрешить данный вопрос военным путём. Так, 23 августа 1939 года между Нацистской Германией и Советским Союзом был заключён договор о ненападении с секретным протоколом к нему, по которому Третий Рейх уступал Бессарабию в пользу «сферы влияния» СССР.
Реализация секретного протокола началась 26 июня 1940 года, когда министр иностранных дел СССР Вячеслав Молотов вручил румынскому посланнику в Москве Георге Давидеску заявление советского правительства, в котором выдвигался ультиматум с требованием передачи СССР Бессарабии и северной части Буковины в границах согласно приложенной карте.
В ответ на ультиматум Москвы, 27 июня 1940 года, в Румынии была объявлена всеобщая мобилизация, но незадолго до планируемого начала военной операции, после вручения ноты советской стороной посланнику Королевства Румыния в СССР Г. Давидеску и консультаций с официальными представителями от Германии, Италии и стран Балканской Антанты, королём Румынии Каролем II было принято решение об удовлетворении требования о передаче Бессарабии и Северной Буковины Советскому Союзу.
Операция по занятию «спорных территорий» Красной армией началась 28 июня 1940 года и продлилась 6 дней. Немногим позднее — 2 августа 1940 была образована Молдавская ССР со столицей в Кишинёве (до этого город находился в Бессарабии), были основаны Черновицкая и Аккерманская области УССР, а в состав Одесской области было включено пять районов, ранее входивших в состав Молдавской АССР.
Через несколько дней после вступления Красной армии на территорию Бессарабии, Буковины и Герцы Королевство Румыния разорвало соглашение о сотрудничестве с англо-французской коалицией, 11 июля 1940 года вышло из Лиги Наций и вскоре объявило о своём твёрдом намерении присоединиться к блоку стран Оси.
Новое румынское правительство, сформированное 5 июля 1940 года, пыталось всеми последующими действиями, вплоть до организации системного преследования евреев на всей территории страны, продемонстрировать готовность двигаться «новым курсом», который бы полностью удовлетворил Адольфа Гитлера и его соратников. Но всё это не спасло Румынию от новых территориальных потерь: 30 августа 1940 года, согласно решению Второго Венского арбитража, часть Трансильвании под давлением Германии была передана в состав Венгрии.
7 сентября 1940 года, согласно условиям Крайовского мирного договора, Болгария получила от Румынии Южную Добруджу. В течение нескольких месяцев лета — осени 1940 года Румыния потеряла более 100 000 км² собственных территорий (Бессарабия — 44 000 км², Северная Буковина и область Герца — 6304 км², Северная Трансильвания — 43 104 км², Южная Добруджа — 7565 км²).
6 сентября 1940 года Король Румынии Кароль II отрёкся от престола и вскоре покинул страну, власть в стране полностью перешла в руки Йона Антонеску — будущего румынского кондукэтора. Бессарабия, северная Буковина и область Герца оставались частью Советского Союза вплоть до его распада в 1991 году. Вскоре эти территории стали частью новых независимых государств: Молдовы и Украины.
В Декларации о независимости от 27 августа 1991 года Верховный Совет Молдавской ССР объявил недействительными решения Кючук-Кайнарджийского (1774) и Бухарестского мирных договоров (1812) между Российской и Османской империями, обвинив подписантов в «расчленении национальной территории».
Недействительными (ничтожными) молдавским парламентом также были объявлены: Закон СССР от 2 августа 1940 года «Об образовании союзной Молдавской ССР» и Договор о ненападении между Германией и Советским Союзом и секретном протоколе к нему от 23 августа 1939 года, поскольку они «были приняты без учёта мнения населения Бессарабии, Буковины и области Герца».

## История и предпосылки
По результатам некоторых итогов Первой мировой войны Королевству Румыния удалось более чем в два раза увеличить свою территорию — с 131, 3 до 295 тыс. км2, а население почти втрое — с 6,7 до 18 миллионов человек. Показательно, что вступив в войну 14 (27) августа 1916 г., Румыния не могла похвастаться победами на поле боя. Уже к февралю 1917 года германские и австро-венгерские войска оккупировали 99 845 км2 или 72,4 % довоенной румынской территории. Румынский фронт держался лишь благодаря поддержке Российской империи. На сентябрь 1917 года в его составе насчитывалось 1 976 260 комбатантов и некомбатантов Российской Императорской Армии, и лишь 458 000 румынских военнослужащих.

### Присоединение Бессарабии к Румынии
После Февральской буржуазно-демократической революции, весной — осенью 1917 года на территории Бессарабии действовали различные политические партии и группировки, наиболее влиятельной из которых считалась прорумынская Молдавская национальная партия (МНП).
Летом 1917 года МНП приступила к формированию собственных вооружённых сил, руководимых вновь созданным Центральным молдавским военно-исполнительным комитетом. Кишинёвский Совет, возглавлявшийся эсерами и меньшевиками, поддержал это начинание: созданные «молдавские батальоны» вместе с казачьими отрядами привлекались для подавления наиболее значительных очагов крестьянских выступлений. В августе начали при помощи этих отрядов отнимать у крестьян захваченную ими ранее землю.
Председатель Центрального молдавского военно-исполнительного комитета Герман Пынтя в Яссах встречался с румынским министром Т. Ионеску после чего отмечался наплыв в Бессарабию агитаторов из Румынии. В Петроград была направлена делегация Бессарабской губернии, намеревавшаяся добиться полной автономии. В августе — сентябре на Румынском фронте активно создавались большевистские солдатские организации, в народе заметно усилилась популярность лозунга «Вся власть Советам!».
Центральный молдавский военно-исполнительный комитет решил созвать военно-молдавский съезд, и вопреки запрету Временного правительства и Ставки Верховного главнокомандующего провёл его — съезд открылся 20 октября (2 ноября) 1917 года в Кишинёве.
21 октября (3 ноября) 1917 года Военно-молдавским съездом был учреждён орган краевой законодательной власти Сфатул Цэрий («Совет страны», который 2 (15) декабря 1917 года, получив от Румынии свыше 2 млн лей, принял декларацию, объявлявшую Бессарабию «Молдаванской Народной Республикой, входящей как равноправный член в состав Единой Федеративной Российской Демократической Республики». Председателем был избран эсер Ион Инкулец, вице-председателем — Пантелеймон Халиппа, исполнительным органом — так называемый «директориат», издавалась газета «Сфатул Цэрий».
Двойственная политика, проводимая большинством Сфатул Цэрий, сложная и непрозрачная структура организации, попытки обеспечить прорумынскую ориентацию края вызывали недоверие, бойкотировались крестьянской фракцией и большинством жителей южных уездов. Деятельность Сфатул Цэрий натолкнулась на сопротивление формировавшихся на территории Бессарабии и Буковины органов советской власти, опиравшихся в своей деятельности на Фронтовой отдел Исполнительных комитетов Румфронта, черноморского флота и одесского округа Румчерода.

Борьбой советских и молдавских органов власти воспользовалась Румыния, начавшая в январе 1918 года оккупацию края. Согласие на ввод румынских войск в Бессарабию дали посланники Антанты и США в Яссах.— Борисёнок Е. Ю., «Несоветская украинизация: власти Польши, Чехословакии Румынии и «украинский вопрос» в межвоенный период»
При этом Румыния заручилась поддержкой части членов Сфатул Цэрий, который в конце декабря 1917 года принял решение «пригласить в Бессарабию румынские войска» вопреки протестам крестьянской секции. Решение было проведено со ссылкой на беспорядки, возникшие при отступлении с Румынского фронта русских частей.
24 января (6 февраля) 1918 года Сфатул Цэрий принял «Декларацию о независимости Молдавской Республики». Воспользовавшись гражданской войной в России и анархией, румынские войска в январе того же года пересекли реки Дунай и Прут и к началу февраля 1918 года заняли все крупные города и железнодорожные станции Бессарабии. Центральные районы края были оккупированы 1-й кавалерийской и 11-й пехотной дивизиями, а южные районы — 2-й кавалерийской и 13-й пехотной. В сельской местности румынское присутствие было незначительным и власть военной румынской администрации там мало кто признавал.
27 марта (9 апреля) 1918 года Сфатул Цэрий при отсутствии необходимого кворума принял «Декларацию о присоединении Бессарабии к Румынии», в зале заседания находились офицеры румынской армии, здание где заседал «совет страны» было оцеплено войсками. В итоге 9 апреля 1918 года была принята декларация, согласно которой Бессарабия входила в состав Румынии на правах автономии:

Молдавская демократическая республика (Бессарабия) в её границах между Прутом, Днестром, Дунаем, Чёрным морем и старыми границами с Австрией, силой оторванная Россией от старой Молдовы сто с лишним лет тому назад, ныне в силу исторических прав, в силу братства по крови и национальности и на основании принципа самоопределения народов отныне и навсегда соединяется со своей матерью-родиной Румынией.
— Декларация о присоединении Бессарабии к Румынии от 9 апреля 1918 года
10 апреля 1918 года в своём письме руководству Сфатул Цэрий румынский король Фердинанд I отмечал:

Исполнился чудесный сон. Благодарю от души Господа Бога за то, что в столь трудные дни довелось пережить радость возвращения бессарабцев к родине-матери. Искренне благодарен Вам и Сфатул Цэрий, чьи патриотические усилия способствовали этому успеху.
— Король Румынии Фердинанд I
13 апреля 1918 года Украинская Народная Республика выступила с «Заявлением Румынскому правительству», в котором осуждала аннексию бессарабских земель. Решения Сфатул Цэрия относительно безусловного включения Бессарабии в состав королевства также не признавались. Румынии предлагалось пересмотреть одностороннее «решение бессарабского вопроса» и дать реальную возможность «свободно самоопределиться всему бессарабскому населению».
10 декабря 1918 года после ратификации акта «О признания безусловного присоединения Бессарабии к Румынии» (без сохранения автономии) Сфатул Цэрий был распущен королевским декретом. Все органы исполнительной власти, ранее созданные в автономии реорганизовывались или распускались.

### Буковина. Коллизия национальных интересов
К осени 1918 года в Буковине резко обострилась борьба за власть между политическими представителями румынcкого и украинского населения, завершившаяся вмешательством в неё королевства Румынии.
12 октября 1918 года в Черновцах было созвано совещание четырёх украинских партий: национально-демократической, народной, социал-демократической и радикальной. Было решено открыть расширенную конференцию, которая и состоялась на следующий день. Реализуя принцип права нации на самоопределение, конференция объявила о намерении «вместе со всеми украинцами Австро-Венгрии бороться за свою судьбу»:

Мы хотим в мире и согласии разойтись с нынешним и всегдашним нашим соседом румынским народом. Мы провозглашаем свое право на украинские области Буковины.
— Из обращения к народам Буковины от 14.10.1918
Вскоре во Львов были делегированы представители для участия в создании Украинского Национального Совета (укр. Українська Національна Рада). Где на сессии — 19 октября была создана буковинская секция. Вернувшись в Черновцы члены Украинской Национальной Рады решили расширить свой состав и образовали Краевой комитет, главой которого был избран депутат сейма О. Попович.
6 октября 1918 года определило свои позиции и румынское землячество Буковины. в Яссах состоялось собрание румынских эмигрантов из Австро-Венгрии, и был создан «Комитет буковинских эмигрантов», выступивший за безусловное объединение Буковины и Трансильвании с Румынией.
Различное видение будущего края привело к тому, что попытки переговоров между украинскими депутатами и прорумынским комитетом эмигрантов не увенчались успехом. 27 октября в Черновцах состоялось народное собрание буковинских румын, объявившее себя учредительным собранием (конституантой) и избравшее Румынский национальный совет Буковины. Собрание постановило:

Объединить всю Буковину с остальными румынскими территориями в единое национальное независимое государство и добиваться этой цели в полной солидарности с румынами Трансильвании и Венгрии.
— Из обращения Румынского национального совета Буковины
3 ноября 1918 года украинцы созвали в Черновцах народное вече, которое провозгласило воссоединение Северной Буковины с Украиной, а на заседании Краевого комитета — 5 ноября было решено взять власть полностью в свои руки. На следующий день было опубликовано обращение в котором говорилось:

Старая власть пала и необходимо создать новый орган исполнения государственных функций. К сожалению, усилия украинцев края установить власть совместно и во взаимопонимании с представителями других наций не привели к успеху и потому создалось невероятное положение анархии.
— Из обращения Краевого комитета Буковины к населению от 06.11.1918
Украинская национальная рада вскоре объявила, что принимает управление Черновцами и всеми поветами края, в которых украинское население составляет большинство, а в Черновцах берёт под свою защиту все центральные учреждения. Украинская делегация сообщила об этом Краевому президенту графу Й. фон Эцдорфу. Однако тот заявил, что может передать власть украинцам только вместе с румынами.
Затем были предприняты попытки разделить край по этническому принципу и организовать управления краем через уполномоченных национальных (румынского и украинского) комиссаров, которыми были назначены А. Ончул и О. Попович. Было опубликовано их совместное заявление «О взятии власти в Буковине». 7 ноября комиссары приняли присягу государственных чиновников на верность украинской и румынской власти. Но удержать власть ни Попович, ни Ончул не смогли. РНС обратился к правительству Румынии с просьбой прислать военную помощь для поддержки порядка в Буковине. Инициатива перешла к правительству Румынии, принявшему решение об оккупации Буковины, объясняя это необходимостью «прекратить анархию и защитить имущество граждан».
11 ноября 1918 года Черновцы были заняты румынскими войсками, и вся полнота власти перешла к Румынскому национальному совету, 28 ноября 1918 года Объединительный съезд которого принял решение «О безусловном присоединении Буковины в её старых границах до Черемоша, Колачина и Днестра к Королевству Румыния».
Правительство Западно-Украинской народной республики (ЗУНР) выразило решительный протест против оккупации Буковины, «свершённой вопреки основополагающего принципа самоопределения народов».
Тем не менее 18 декабря 1918 года Францией было поддержано решение о присоединении Северной Буковины. В этот же день румынским правительством был издан «Декрет о воссоединении Буковины с Румынией», который 31 декабря был утверждён королём Фердинандом I. 10 августа 1920 года Севрский мирный договор окончательно зафиксировал вхождение всей территории Буковины в состав Румынии.

### Легитимация Румынией статуса Бессарабии и Северной Буковины в межвоенный период
После подписания 3 марта 1918 года большевиками Брест-Литовского мирного договора ситуация на политической арене Восточной Европы изменилась. Теперь судьбу Бессарабии и Буковины, после развала двух империй, пришлось решать Украине.
Украинская народная республика проявляла интерес к Бессарабии, но катастрофическое положение, в котором она оказалась в начале 1918 года, не позволило её представителям активно вмешаться в процессы на территории края. В III Универсале Центральной Рады Бессарабия не упоминалась, но на заседании Совета министров, во время обсуждения мирного договора с РСФСР, было вынесено предложение по Бессарабии — рассматривать статус региона с позиции одобряющей волеизъявление народов этого края.
Румыния к началу 1918 года была не в состоянии продолжать войну против Четверного союза и по примеру большевиков вступила с ним в сепаратные переговоры. В обмен на территориальные уступки с румынской стороны и полный доступ к румынским нефтепромыслам, Германия и Австро-Венгрия согласились признать Бессарабию за Румынией. Поглощение Бессарабии Румынией было закреплено Бухарестским мирным договором, подписанным 7 мая 1918 года. Ни РСФСР, ни страны Антанты этот договор не признали.
9 ноября 1918 года, за несколько дней до окончания Первой мировой войны, Румыния в одностороннем порядке вышла из обязательств, взятых на себя подписанием Бухарестского договора 1916 года со странами Антанты, согласно которому, после окончательной победы в войне, к Румынии отходила южная часть Буковины по реке Прут, а северная, заселённая преимущественно украинцами — России. Но отказавшись в одностороннем порядке от Бухарестского договора 1916 года, Румыния потеряла и возможность требовать выполнения обещаний данных ей Антантой. На Версальской конференции об этом Румынии было указано английской делегацией, тем не менее, казавшиеся ранее невероятными приращения территорий и населения Румынией стали реальностью.
Поскольку Бухарестский мир был по сути дезавуирован Компьенским перемирием то ситуация после ноября 1918 года стала для Румынии такой же, какой она была до марта этого года. Румынии пришлось опять вернуться к бессарабскому вопросу. 10 ноября, буквально накануне заключения соглашения в компьенском вагоне, Румыния успела де-факто ещё раз объявить войну Четверному союзу — оккупировав Трансильванию, приступив к строительству «Большой Румынии» с включением в неё всех земель, населённых в той или иной степени народами румынской языковой группы.
28 октября 1920 года в Париже был заключён Бессарабский (Парижский) протокол. Его подписали: Румыния, Великобритания, Франция, Италия и Япония. Протокол признавал присоединение Бессарабии к Румынии законным. РСФСР и УССР к обсуждению и подписанию приглашены не были, а плебисцит не проводился. Франция ратифицировала документ в 1924 году, Италия — в 1927 году. Япония протокол не ратифицировала, в результате он так в силу и не вступил.
1 ноября 1920 года правительства УССР и РСФСР заявили правительствам Румынии, Италии, Франции и Великобритании, что они не могут признать имеющим какую-либо силу этот протокол, так как он был принят без их участия и учёта мнения довольно значительного числа жителей региона.
Усилия Румынии и её партнёров по переговорам — навязать Советской России, а позже Советскому Союзу признание аннексии Бессарабии на Варшавской (1921) и Венской (1924) румыно-советских конференциях, в связке с пактом Бриана — Келлога (1929) и на переговорах по возобновлении румынско-советских дипломатических отношений 9 июня 1934 года оставались безуспешными. Во всех случаях советская сторона заявляла, что её позиция относительно Буковины и Бессарабии остаётся неизменной, а пресловутый бессарабский вопрос — открытым.
Советская сторона никогда не признавала аннексию Бессарабии и вхождение в состав Румынии Буковины. 2 мая 1919 года Правительство УССР в свойственной для того времени форме обратилось к Румынии с ультимативной нотой, в которой ставило условие прекратить оккупацию Буковины румынскими войсками:

Освобождённые от ига Габсбургской династии рабочие и крестьяне Буковины были силой подчинены новому, отнюдь не лучшему гнёту румынских помещиков и румынской династии Гогенцоллернов. Буковина, перед которой стояла определённая возможность освобождения, пала жертвой ненасытной румынской военной и гражданской олигархии. Украинская Социалистическая Советская Республика связана с Буковиной не только солидарностью, объединяющей массы рабочих всех стран, но и этнографическим сближением значительной части населения, самым решительным образом протестует против насилия румынского правительства над волей населения Буковины и доводит до сведения правительства Румынии, что правительство Украинской Социалистической Республики твёрдо решило всеми способами охранять право рабочих и крестьян Буковины на национальную независимость.
— Макарчук В., Рудый Н. «Восточные границы межвоенной Румынии. (1918—1940 гг.): Аспекты международного права»

### Румынизация Северной Буковины и Бессарабии

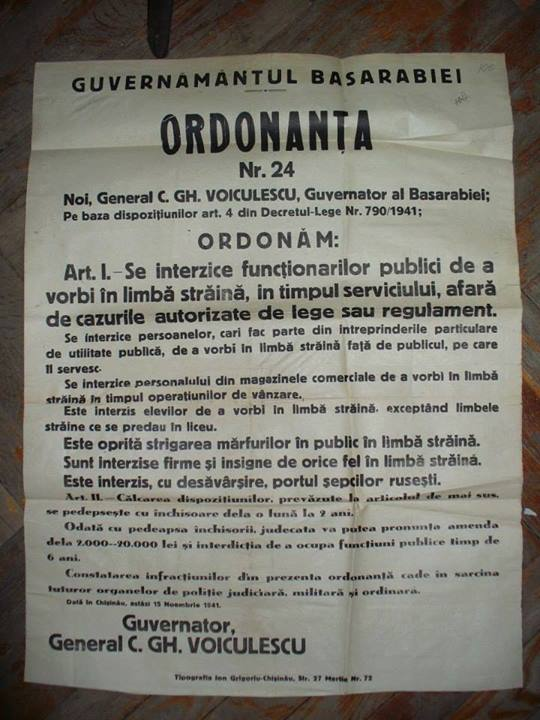
Запрет на ношение «русских кепок» и иностранный язык в Бессарабии

Бессарабский вопрос был не только территориальным, но и национальным (этническим). По итогам переписи населения 1897 года «47,6 % жителей Бессарабии были молдаванами, 19,6 — украинцами, 8 — русскими, 11,8 — евреями, 5,3 — болгарами, 3,1 — немцами, 2,9 — гагаузами».
Каждый раз при оформлении международно-правовых гарантий, касающихся мультиконфессионального и мультилингвального населения Северной Буковины и Бессарабии, румынская сторона брала на себя обязательства защищать интересы национальных меньшинств, в том числе этнических украинцев и русских, которые не по своей воле очутились на территории королевства. Тем не менее национальная политика румынского правительства основывалась прежде всего на румынизации национальных меньшинств с целью «скорейшего возвращения денационализованных румын в лоно материнской культуры». Часть местного населения страдала от румынизации, особенно русские и украинцы.
Законодательно расширялись сферы обязательного применения румынского языка, искусственно увеличивалась доля румынского населения. В результате аграрной реформы и активной колонизаторской политики увеличилось число землевладельцев — этнических румын. Бывшие чиновники были поголовно отстранены от должностей и уволены со службы. Претендентам на управленческие должности и работу в учебных заведениях предписывалось менять свои фамилии на «румынские соответствия».
В Бессарабии прошли восстания против румынского режима (Хотинское, Бендерское, Татарбунарское), которые были жестоко подавлены, и множество забастовок, митингов и демонстраций протеста. Из-за этого между Румынией и СССР на протяжении 1920—1930-х годов постоянно возникали политические трения и вопросы. Румыния опасалась вооружённого вторжения на свою территорию и отторжения Бессарабии, из-за чего румынские предприниматели отказывались вкладывать деньги в развитие края, считая, что там вот-вот с помощью России установится советская власть.

Румынская администрация посчитала задачей исключительной важности вытеснение русских и русскоязычных из государственных органов, системы образования, культуры, стремясь тем самым максимально уменьшить роль «русского фактора» в жизни провинции… Одним из средств вытеснения русских из государственных учреждений было принятие в 1918 году Закона о национализации, согласно которому все жители Бессарабии должны были принять румынское подданство, разговаривать и писать на румынском языке… Изгнание русского языка из официальной сферы отразилось прежде всего на многотысячном отряде чиновников и служащих. По некоторым оценкам, десятки тысяч семей чиновников, уволенных из-за незнания языка или по политическим мотивам, остались без каких-либо средств к существованию.
— Скворцова А. Ю. «К общерумынскому знаменателю не приведённые»

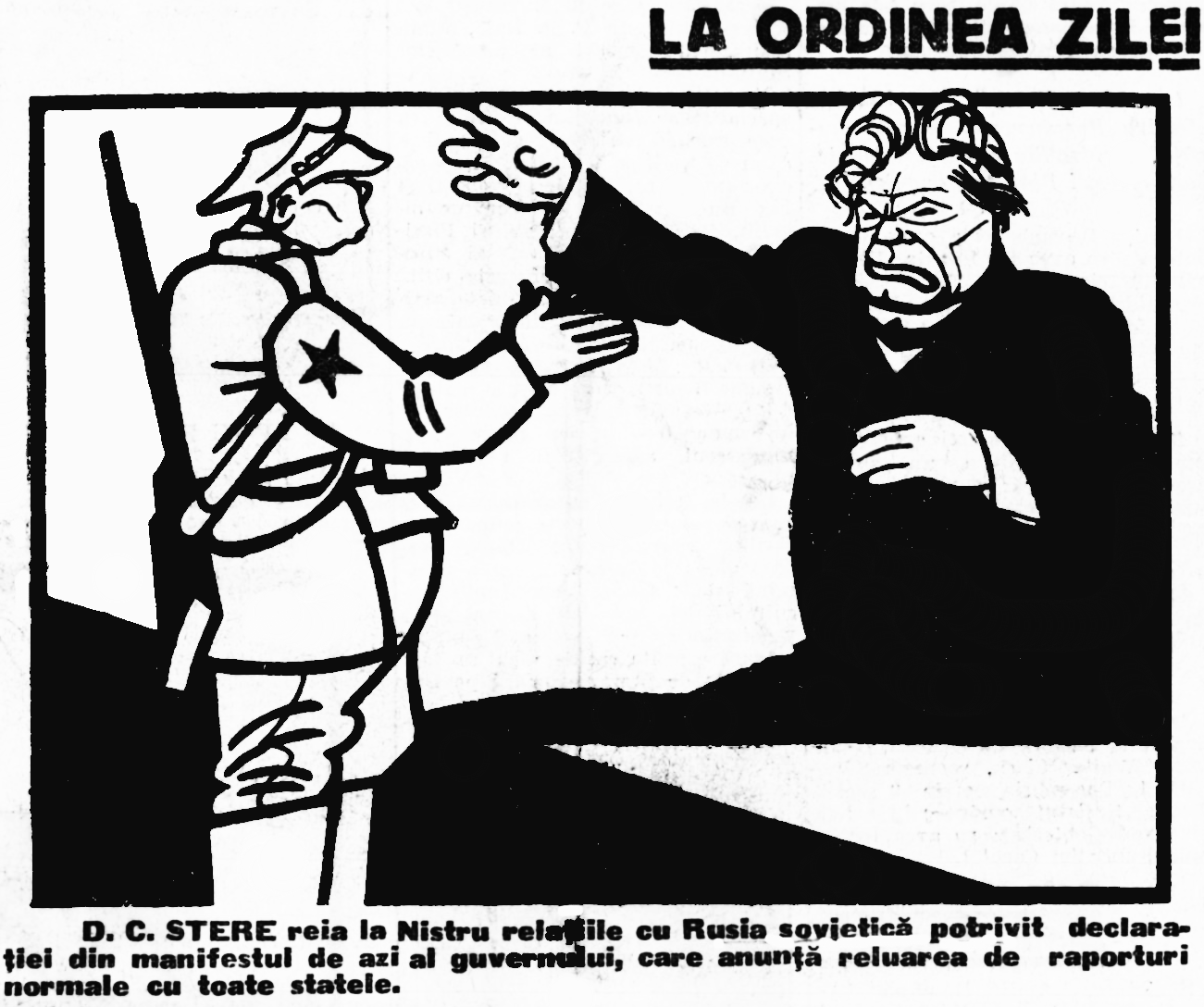
Стере бежит обниматься с советским пограничником.
Румынская карикатура на тему восстановления советско-румынских отношений в 1928 году и нормализации ситуации в Приднестровье.

Повсеместно осуществлялся строгий контроль над населением силами жандармерии, тайной полиции и военных администраций. Была ликвидирована прежняя издательская сеть и основаны новые, исключительно румынские СМИ, была введена цензура. На присоединённых территориях в основном действовали местные аналоги румынских политических партий.
В конце 1930-х годов, повсеместно на всей территории Бессарабии в общественных местах были вывешены заметные таблички с распоряжениями: «Vorbiţi numai romaneşte!» («Говорите только по-румынски!»), нарушение жестоко каралось властями. К началу 1930-х годов под запрет попадал даже термин «украинец».
После принятия конституции 1938 года, установившей однопартийное правление, территория на востоке была разделена между цинутами Нистру (юг и центр Бессарабии), Прут частично (север Бессарабии) и Сучава частично (Буковина), малая часть вошла в цинут Дунай (юго-запад Бессарабии).

## Прутский (Бессарабский) поход 1940

### Начало Второй мировой войны, передел границ в Европе (1938—1940)
Версальские договорённости серьёзно ограничивали возможности Германии в военной сфере. По мнению немцев, условия, продиктованные в Версале, были несправедливы юридически и вовсе невыполнимы экономически. Суммы репараций не были заранее оговорены и несколько раз увеличивались. Всё это создавало напряжённость и формировало уверенность у народов Европы в том, что не позднее, как через 20 лет после окончания Первой мировой войны — война вновь будет развязана, а германские реваншистские устремления реализованы в новой агрессивной политике.
На 1 сентября 1939 года население Польши составляло 36 000 000 человек, а её армия состояла из 50 дивизий. Стремительное продвижение вермахта вглубь польской территории на начальном этапе Второй мировой войны полностью изменило устоявшиеся в Европе представления о военной силе польской армии, которые формировались со времён побед в советско-польской войне и аннексии Судет — военной операции по молниеносному захвату Тешинской Селезии в 1938 году, принадлежащей Чехословакии.
Уже через 8 дней после вторжения в Польшу немецкие танковые и моторизованные дивизии стояли в пригородах Варшавы. 8 сентября 1939 года польское правительство приступило к переговорам с Францией «о предоставлении убежища», а 16 сентября прошли переговоры в Бухаресте о транзите польского руководства во Францию, причём золотой запас страны уже был переправлен в Румынию. К этому моменту немецкая армия оккупировала практически всю территорию Польши, включая все крупные города — Польша как самостоятельное государство де-факто перестало существовать.
Такой ход событий серьёзно насторожил лидеров всех европейских государств, насторожил он и Сталина. Теперь осуществлять внешнюю политику и продвигать свои геополитические интересы приходилось в новых условиях молниеносной «войны моторов». Времена дипломатических церемоний и многомесячных «окопных войн» ушли в прошлое — ситуация в Европе могла измениться кардинально — можно было потерять всё за несколько дней.
17 сентября 1939 года Красная Армия вступила на территорию бывшей Второй республики, к тому моменту повсеместно контролируемой немецкой армией — начался процесс присоединения к СССР районов Западной Украины и Западной Белоруссии, в том числе тех территорий, которые были отторгнуты в пользу Польши по результатам Рижского мирного договора 1921 года.
Война потребовала и от Румынии чёткого определения её внешнеполитической позиции в новой ситуации. Румынское руководство решило не торопиться, и только 4 сентября 1939 года, после того как в войну вступили Великобритания и Франция, опубликовало коммюнике, где указывалось на решимость Румынии «сохранять и впредь мирную позицию, которую она соблюдала до сих пор, добиваясь согласия со всеми соседними странами. В этом ключе Румыния готова возобновить своё предложение о заключении договора о ненападении с Венгрией». Но на прямое предложение германского посланника — сделать публичное заявление о нейтралитете — румынский премьер-министр ответил отказом.
Затем были: Советско-финляндская война, вторжение в Норвегию, Странная война и, наконец, оглушительное поражение Франции, Бельгии, Голландии и Великобритании в мае — июне 1940 года, завершившееся полной капитуляцией Французской Республики.
14 июня 1940 года советское правительство предъявило ультиматум Литве, а 16 июня — Латвии и Эстонии, в которых правительства этих государств обвинялись в грубом нарушении условий ранее заключённых с СССР договоров и соглашений и выдвигались требования сформировать правительства, которые смогли бы обеспечить выполнение этих договоров, а также допустить на территорию этих стран дополнительные контингент войск. Условия были приняты, и 15 июня дополнительные подразделения Красной армии были введены в Литву, а 17 июня — в Эстонию и Латвию.
В многочисленных советских и румынских трудах и монографиях, начиная с середины 1920-х годов, рассматривались всевозможные сценарии развития событий по решению бессарабского вопроса. В Кишинёве и Черновцах активно работала резидентура ГУГБ НКВД, создавались подпольные центры борьбы с румынской администрацией, вербовались новые члены сопротивления из числа местного населения. В то же время, на территории приграничных районов СССР активно работала румынская политическая тайная полиция — Сигуранца.

### Подготовка к военной операции
9 июня Военные советы Киевского Особого военного округа и Одесского военного округа получили директивы наркома обороны СССР С. К. Тимошенко ОУ/583 и ОУ/584, в которых им была поставлена задача привести войска в состояние боевой готовности по штатам мирного времени, сосредоточить их на границе с Румынией и подготовить военную операцию по присоединении Бессарабии к СССР.
13 июня 1940 года в Кремле прошло совещание высшего военно-политического руководства СССР. В итоге было принято решение о создании Дунайской военной флотилии — оперативного объединения Черноморского флота.
20 июня 1940 года в 21:45 Командующему войсками КОВО генералу армии Георгию Жукову вручается директива Наркома обороны и Начальника Генштаба РККА за № 101396, в которой, в частности, предписывалось:

Приступить к сосредоточению войск и быть готовым к 22 часам 24 июня к решительному наступлению с целью разгромить румынскую армию и занять Бессарабию. Для управления войсками из состава управления Киевского Особого Военного Округа выделить Управление Южного фронта. Командующий фронтом — генерал армии тов. Жуков. Штаб фронта — Проскуров.
— Мельтюхов М. И., «Бессарабский вопрос между мировыми войнами 1917—1940»
Чуть позднее — 26 июня, в своём заявлении к румынскому посланнику в СССР, Вячеслав Молотов подчёркивал:

В 1918 году Румыния, пользуясь военной слабостью России, насильственно отторгла от Советского Союза (Россия) часть его территории — Бессарабию — и тем нарушила вековое единство Бессарабии, населённой главным образом украинцами, с Украинской Советской Республикой.
— В. Молотов, из Заявления Советского правительства, 26 июня 1940 года
Документ содержал также и требования о возврате Бессарабии и передачи Советскому Союзу северной части Буковины в границах согласно приложенной карте. В целях подготовки красноармейцев к предстоящей военной операции Политуправление РККА обязывало армейские политорганы «разъяснить всему личному составу внешнюю политику СССР, разоблачить Румынию, которая воровским путём захватила нашу советскую землю». В конце июня 1940 года в войсках была распространена директива, в которой говорилось:

Мы идём освобождать наших единокровных братьев украинцев, русских и молдаван из-под гнёта боярской Румынии и спасти их от угрозы разорения и вымирания. Вызволяя советскую Бессарабию из-под ига румынских капиталистов и помещиков, мы защищаем и укрепляем наши южные и юго-западные границы.
— Из директивы ПУРККА, июнь 1940 г.
К исходу 27 июня практически все войска Южного фронта (командующий — генерал армии Г. К. Жуков, член Военного совета — армейский комиссар 2-го ранга В. Н. Борисов, начальник штаба — генерал-лейтенант Н. Ф. Ватутин) были подтянуты в районы сосредоточения и развёрнуты.
В состав войск Южного фронта входили 32 стрелковые, 2 мотострелковые, 6 кавалерийских дивизий, 11 танковых и 3 авиадесантные бригады, 14 корпусных артполков, 16 артполков РГК и 4 артдивизиона большой мощности. Общая численность войск фронта, по неполным данным, составляла не менее 638 559 человек, 9415 орудий и миномётов, 2461 танк, 359 бронемашин, 28 056 автомашин.
Румынией к концу июня 1940 года вблизи советско-румынской границы было развёрнуто 20 пехотных, 3 кавалерийские дивизии и 2 горнопехотные бригады. В полосе от Валя-Вишеуляй до Секирян располагались войска 3-й армии (штаб — Роман) в составе горнопехотного корпуса (1-я, 4-я горнопехотные бригады), 8-го и 10-го армейских корпусов (5-я, 6-я, 7-я, 8-я, 29-я, 34-я, 35-я пехотные и 2-я кавалерийская дивизии). Вдоль р. Днестр от Секирян до Чёрного моря были развёрнуты войска 4-й армии (штаб — Текуч) в составе 1-го, 3-го, 4-го и 11-го армейских корпусов (2-я, 11-я, 12-я, 13-я, 14-я, 15-я, 21-я, 25-я, 27-я, 31-я, 32-я, 33-я, 37-я пехотные, 3-я, 4-я кавалерийские дивизии). Обе армии, входившие в состав 1-й группы армий, объединяли 60 % сухопутных войск Румынии и насчитывали около 450 тысяч человек.
Группировка ВВС фронта на 24 июня 1940 года включала в себя: 21 истребительный, 12 скоростных бомбардировочных, 5 дальних бомбардировочных, 2 легкобомбардировочных, 2 штурмовых, 4 тяжёлых бомбардировочных авиаполка и насчитывала 2160 самолётов. Помимо этого, из состава ВВС Черноморского флота к операции привлекались 40-й скоростной бомбардировочный, 8-й, 9-й, 32-й истребительные авиаполки, 1 тяжёлая бомбардировочная эскадрилья 2-го дальнего бомбардировочного полка, 4 разведывательных эскадрильи и 2 авиаотряда, в которых насчитывалось 380 самолётов.

27 июня в 10:30 Риббентроп передал в Бухарест инструкцию своему посланнику, в которой предлагал заявить министру иностранных дел Румынии: «Советское правительство информировало нас о том, что оно требует от румынского правительства передачи СССР Бессарабии и северной части Буковины. Во избежание войны между Румынией и Советским Союзом мы можем лишь посоветовать румынскому правительству уступить требованиям советского правительства».
— Мельтюхов М. И., «Бессарабский вопрос между мировыми войнами 1917—1940»
28 июня 1940 года румынское правительство после многочисленных консультаций с Германией, Италией и союзниками по Балканской Антанте соглашается на ультиматум СССР, после чего был дан приказ на вывод румынских войск с территории Бессарабии, Северной Буковины и района Герцы.

### Вступление советских войск на территорию Бессарабии, Северной Буковины и Герцы
Поскольку конфликт разрешался мирным путём, то на территорию Бессарабии и Северной Буковины вводилась ограниченная часть войск Южного фронта, подготовленных и развёрнутых для проведения военной операции. В эту группу из двух эшелонов вошли, от 12-й армии: 2-й, 4-й кавкорпуса, 5-я и 23-я танковые бригады, 58-я, 131-я стрелковые и 192-я горнострелковая дивизии. От 5-й армии: 36-я, 49-я танковые бригады, 80, 169-я стрелковые дивизии. От 9-й армии: 5-й кавкорпус, 4-я танковая бригада, 15-я мотострелковая дивизия, 95-я, 25-я, 74-я, 140-я стрелковые дивизии. В состоянии боевой готовности находились 201-я и 204-я воздушно-десантные бригады фронтового резерва и остальные войска на старой границе.
28 июня 1940 года войска Южного фронта (также именуемые Южной группой войск) под командованием Жукова перешли старую границу через Днестр и вступили на территорию Бессарабии и Северной Буковины, в тот же день с ходу заняли Черновцы, Хотин, Бельцы, Кишинёв и Аккерман. Советские войска продвигались вслед за арьергардами румынских войск.

Войсками армии при занятии Бессарабии движение вести на хвостах отходящих румынских войск. Во всех гарнизонах занятой Бессарабии установить образцовый порядок, наладить караульную службу и взять под охрану всё имущество, оставленное румынскими войсками, государственными учреждениями и помещиками. Немедленно принять меры к исправлению дорог и мостов в занимаемых войсками районах. Особое внимание обратить на внешний вид бойцов и их подтянутость, всем быть побритыми, почищенными, в опрятной чистой летней одежде и касках. Плохо одетых оставить в тылах и в Буковину и Бессарабию не выводить.
— Из директивы Командующего Южным фронтом № А-0060
К исходу 29 июня основные силы РККА и пограничных войск НКВД вышли на берега реки Прут, где заняли все переправы и установили посты для осмотра отходивших румынских частей. Приказ на досмотр румынских военнослужащих был дан с целью «изъятия незаконно захваченного у местного населения имущества, предотвращения грабежей и разбоев». В тот же день в Кишинёве состоялся стихийный митинг, в котором приняли участие около 100 000 жителей города и близлежащих районов. На нём выступили: первый секретарь ЦК КП(б)У Н. С. Хрущёв, маршал Советского Союза С. К. Тимошенко и председатель Бессарабского Военно-революционного комитета С. Д. Бурлаченко.
Местные жители, в основном русские и украинцы, страдавшие от реформ по румынизации, с особым радушием и воодушевлением встречали Красную армию. Они ругали румынскую армию, жаловались на власть за её социальную и национальную политику, выражали удивление и восторг от вида мощной советской военной техники и «демократического поведения советских командиров», с которыми можно было свободно общаться в отличие от румынских господ-офицеров. Горожане встречали красноармейцев хлебом-солью, цветами и музыкой, помогали в пути, расчищали дороги от устроенных отходящими румынскими частями завалов, были рады возможности говорить по-русски и по-украински.

В Черновицах на домах — красные флаги. Слышны приветственные возгласы в честь товарища Сталина, в честь доблестной Красной Армии. Для передачи города остались две роты румынских солдат и один генерал. […] На улицах масса людей. Громко звучит украинская речь, народ спешит на первые свободные собрания и митинги. Выпущены на волю политзаключенные… На улицах гуляют и румынские солдаты — украинцы и молдаване, не пожелавшие уйти с румынской армией.
— Из передовой статьи газеты «Правда» от 30.06.1940
Население Бендер добровольно, руками растягивали железнодорожные шпалы для беспрепятственного прохода советских танков. На подходе к Черновцам советский передовой отряд встретила колонна молодёжи с лопатами и кирками, которая шла расчищать дорогу красноармейцам. Советские солдаты и офицеры, в свою очередь, также проявляли уважение и предрасположенность к местному населению — сажали и катали встречающих на броне танков и бронемашин, охотно демонстрировали стрелковое оружие и артиллерийские орудия. С красными знамёнами и лозунгами во здравие Сталину, навстречу красноармейцам вышли железнодорожники станции Бульбоки. Во время радостной встречи, оказанной советским бойцам и командирам они сообщили, что на станции румынскими войсками брошены склады с боеприпасами, и позднее добровольно, по согласованию с советским командованием, организовали вооружённую охрану этих складов. Крестьяне села Елизаветовка Сорокского уезда при подготовке к встрече советских войск всем селом отремонтировали большой участок дороги.
Румынские документы содержат много сведений о том, что местные жители перед приходом Красной Армии не только грабили магазины, но также убивали румынских офицеров, мешали им вывозить в Румынию местное имущество. Так, в Измаиле местное население не только грабило магазины, но также мешало вывозить автонасосы городской администрации, а руководивший румынами офицер был убит. Командир жандармского легиона из Белгорода-Днестровского сообщал, что в селах и коммунах Южной Бессарабии местные румыны и этнические меньшинства сообща грабили армейские колонны и жандармов. В румынских документах содержатся упоминания об агрессивных действиях со стороны «банд евреев», которые разоружали отступающих жандармов. Бывший примар Кишинёва Владимир Кристи сообщал осенью 1941 года, что генеральный секретарь муниципальной администрации Алексей Друган 27 июня 1940 года организовал комитет из муниципальных служащих, чтобы помешать вывозу городского имущества.
Несмотря на то, что немалая часть населения Бессарабии, преимущественно состоящая из национальных меньшинств (русские, украинцы, евреи и другие), встретила приход советских войск с восхищением, всё же румынское население (молдаване) в целом восприняло этот приход как минимум с подозрением, а как максимум — с большим страхом. Таким образом, до декабря 1940 года в Румынии были зарегистрированы 220 501 беженец из Бессарабии и Северной Буковины. В последующий период (до июня 1941 года) ещё несколько тысяч человек мигрировали в Румынии тайно или с согласия советской власти.
Советское командование распространило среди населения прокламацию следующего содержания:

Пришел великий час вашего освобождения из-под румынских бояр, помещиков, капиталистов и сигуранцы. Украденная советская земля — Бессарабия — возвращается к своей матери-Отчизне.

Реакцию молдавского населения Бессарабии и Северной Буковины на вывод румынской армии можно увидеть по многочисленным сообщениям и воспоминаний румынских военных. Как сообщил лейтенант Николае Луминосу: «Через все коммуны (от Бендер до Каушан), молдавское гражданское население вышло с водой к войскам и сожалело о нашем уходе из Бессарабии». Младший лейтенант Александру Бачу упомянул, что румынское население село Манзырь (Лесное) проявило «большое сочувствие, вышло с водой впереди нас, провело с нами время со слезами на глазах, пожелав нам скорейшего возвращения».
«Я видел, как многие бессарабцы укрывались, я видел многих, которые просили взять их с собой, но у меня не было средств. Я констатировал, что румынское население в большинстве своём сожалеет о нас»
— из сообщения Командира 2-й дивизии 3-го кавалерийского полка майора Петре Киркулеску, 7 июля 1940.
«Убитое горем и скорбящее население сопровождало наши отступающие колонны, спрашивая нас, куда мы идём, почему мы отступаем и кому оставляем. Эти жесты и отношения создавали нам ещё большую горечь», — вспоминал спустя годы бывший адъютант 4-го артиллерийского полка Георге Кыржеу (будущий генерал). Бывший лейтенант 5-го полка рошиорь, Мирча Велику (тоже будущий генерал) вспоминал, что «в сёлах, через которые мы проезжали, наши молдаване смотрели на нас с отчаянием и обескураживанием, особенно потому, что мы не использовали предоставленное оружие, которое у нас было в избытке». 
«Исход населения прекратился… Оставшееся румынское население из Бессарабии; можно наблюдать отчаяние и сожаление, что румынские войска оставили Бессарабию. Немецкое население также не в восторге от прихода советских войск».
— Донесение начальника штаба 4-й армии Генерального штаба полковника Сократа Мардари, 4 июля 1940
К 8 июля 1940 года красноармейцы и пограничники установили полный контроль над территориями Бессарабии, Северной Буковины и Герцы — была установлена новая граница между СССР и Румынией.

## Советско-румынская демаркационная линия и установление государственной границы
С момента подписания перемирия в Яссах и Одессе в 1918 году — разграничительная линия с Румынией до 1940 года проходила преимущественно по фарватеру Днестра. Однако государственная граница не была официально признана советским правительством, вплоть до лета 1940 года.
В 1920 году стало очевидно, что Советская Россия в ближайшем будущем не станет прибегать к вооружённому решению бессарабского вопроса, благодаря чему в 1921 году состоялось заседание комиссии по Днестровскому лиману, через который пролегала «новая линия разграничения сторон». Советская сторона потребовала определить особый статус разграничительной линии, но переговоры завершились безрезультатно.
23 августа 1939 года был подписан Договор о ненападении между Германией и Советским Союзом. В п. 3 Секретного дополнительного протокола к нему, стороны определили свои позиции относительно Бессарабии.

Касательно юго-востока Европы с советской стороны подчеркивается интерес СССР к Бессарабии. С германской стороны заявляется о её полной политической незаинтересованности в этих областях.
— Секретный дополнительный протокол к Договору о ненападении между Германией и СССР
Установление советской власти на территории бывших восточных земель Второй Речи Посполитой и пересмотр границ в пользу СССР в сентябре — октябре 1939 года, вызвало заметный оптимизм в ожиданиях просоветски настроенного населения Бессарабии.
В крае повсеместно распространялись слухи о том, что «Бессарабия в ближайшее время будет отобрана Советским Союзом, границы пересмотрены, в связи с чем всем молдаванам, русским и украинцам нужно срочно возвращаться к себе на историческую родину, а солдатам, призванным с территории Бессарабии, дезертировать из румынской армии». Сближение Германии и СССР, заключение между ними договора о сотрудничестве румынская дипломатия расценивала как «полное обесценивание и без того призрачных англо-французских гарантий». Николае Титулеску сетовал королю Каролю II, напоминая об упущенной возможности заключить пакт о взаимопомощи с Советским Союзом: «Теперь русско-германское сближение произошло без нас, а стало быть — против нас».
Современные историки и политологи отмечают, что особенное раздражение Гитлера вызвало требование, выдвинутое советской стороной в июне 1940 года о Буковине. Буковина не была упомянута в секретных советско-германских договорённостях и «советское правительство требовало эти территории сверх обещанного», явно выходя за рамки договорённостей августа 1939 года.
Чувствительным был для Германии и вопрос благополучия германских этнических меньшинств. Только в Бессарабии к 1940 году проживало около 100 000 этнических немцев. В ходе двусторонних консультаций в конце июня 1940 года, советская сторона отказалась от всей территории Буковины и ограничилась требованием лишь северной её части. Возвращать при этом весь румынский золотой запас, который был передан России на хранение в годы Первой мировой войны и реквизирован советским правительством в связи с оккупацией румынскими войсками Бессарабии, Советский Союз категорически отказался.
Позднее, после ввода советских войск на территорию Бессарабии и Северной Буковины, к 30 июня 1940 года государственная граница СССР с Румынией по рекам Прут и Дунай была повсеместно установлена и располагалась на 200 километров западнее прежней линии разграничения. 29 июня на корабле из Констанцы в Одессу прибыла румынская делегация. На переговорах, наряду с другими, румынскими представителями ставился вопрос и о принадлежности области Герца «как исконно румынской территории», однако советская сторона после консультаций с Москвой настояла на передаче всех территорий, отмеченных на карте-приложении к заявлению, включая город и район Герца.
29 июня 1940 год приказом НКВД в составе Украинского пограничного округа была сформирована инспекция пограничных войск со штабом в Кишинёве К исходу 8 июля 1940 года семь пограничных отрядов в составе 110 сухопутных и 10 береговых застав общей численностью около 9100 человек приступили к охране государственной границы с Румынией на всем её протяжении. На бывшей демаркационной линии оставались 165 пограничных постов общей численностью около 1800 человек для прикрытия.
На базе кишинёвской инспекции погранвойск НКВД УССР — 15 августа 1940 года был создан Молдавский пограничный округ с управлением в Бельцах и Черновицкий погранотряд в составе Украинского пограничного округа.

### Приграничный инцидент в Глыбокском районе Черновицкой области
В 1940 году среди проживавших на присоединённых территориях граждан румынской национальности возникло «движение за переход в Румынию». Многие семьи оказались разделены новой границей и люди стремились воссоединиться со своими родственниками. Самый масштабный и резонансный случай попытки бегства румын из Советского Союза был зафиксирован 1 апреля 1941 года, когда более трёх тысяч человек из населённых пунктов: Верхние Петровцы, Нижние Петровцы, Купка, Корнешты и Сучевены, несущие впереди белый флаг и религиозные знаки (иконы, хоругви и атласные кресты), образовали колонну и направились в сторону Румынии. Примерно в 3 километрах от линии государственной границы они были остановлены тревожной группой 97-го Черновицкого пограничного отряда УПВ НКВД УССР. В результате инцидента (по различным источникам) погибло около трёх тысяч человек, 22 человека были позже осуждены за попытку незаконного пересечения границы и «участие в антисоветской группе при попытке измены Родине». Согласно шифротелеграммы Первого секретаря ЦК КП(б) Украины Н. С. Хрущева — «провокация» была организована местными гардистами и кулаками.

## Террор, политические репрессии и депортации (1940—1941)

### Ликвидация Коммунистической партии Бессарабии
Первым делом после завершения воссоединения Бессарабии с СССР были ликвидированы Комсомол и Коммунистическая партия Бессарабии, сыгравшие значительную роль в подготовке ко вводу советских войск и активно способствовавшие стремительному продвижению красноармейских частей по бывшим румынским территориям, пропагандировавшие среди местного населения необходимость вхождения в состав СССР и т. д. Начались репрессии против местных коммунистов как «румынских шпионов», — этим процессом руководило советское НКВД. Несколько тысяч бессарабских коммунистов и комсомольцев, которых перед этим преследовала румынская королевская сигуранца, теперь отвезли в застенки Измаильской НКВД, где долго пытали, заставляя признаться в диверсионной деятельности, после чего часть расстреляли, другую часть отправили в лагеря ГУЛага в Сибирь «искупать вину». Вместо ликвидированных местных коммунистов, были завезены советские коммунисты из СССР. В официальной советской партийной историографии произошедший массовый ввоз неместных партийно-советских кадров взамен расстрелянных местных партийцев был назван «направлением свыше пяти тысяч опытных партийных и советских работников, специалистов различных отраслей народного хозяйства из Российской Федерации и Украинской ССР в Бессарабию», предыдущий исторический период нахождения Бессарабии под властью Румынии был назван «варварской колониальной оккупацией» и «игом эксплуатации бояр и капиталистов». В июле того же года все присланные из России и УССР партийцы уже заняли административные должности на местах.

### Репрессии, аресты и убийства в Бессарабии и Северной Буковине (1940—1941)
В оккупированных Советским Союзом Бессарабии и Северной Буковине террор был легализован постановлением № 1201-471 «О деятельности военных трибуналов на территории Бессарабии и Северной Буковины», подписанным председателем Совета народных комиссаров СССР В. Молотовым 9 июля 1940 года. Деятельность этих карательных органов касательно наказания преступлений, совершённых в регионе, регулировалась и классифицировалась в соответствии с положениями Уголовного кодекса Украинской Советской Социалистической Республики. 10 июля 1940 года Лаврентий Берия направил Вячеславу Молотову письмо (с грифом «совершенно секретно») № 2781/б, в котором предлагал увеличить численность войск конвойной службы на 1910 человек, а также досрочно мобилизовать ещё 1654 военнослужащих для усиления структуры конвойной армии, подчинённой НКВД. Необходимость этой меры мотивировалась задачей укрепления контроля над пенитенциарной системой Бессарабии и Северной Буковины путём увеличения числа сотрудников конвойной службы. Основной целью являлось обеспечение повышенных мер безопасности при арестах и этапировании заключённых.
Массовые репрессии в Бессарабии и Северной Буковине были направлены в первую очередь против всех, кого советский режим считал препятствием на своём пути: крупных землевладельцев, торговцев, священников, представителей интеллигенции всех категорий, политических деятелей — особенно тех, кто способствовал Объединению 1918 года — а также крестьян, причисленных к кулакам. Против этих слоёв населения советская власть развязала всю мощь репрессивного аппарата, принявшая самые разнообразные формы: от заключения в тюрьмы, административных репрессий, депортаций — до физического уничтожения, как индивидуального, так и массового. Уже к концу 1940 года в тюрьмах Бессарабии, находившихся в ведении НКВД, содержались 2624 человека. К лету 1941 года это число возросло до 3951 человека, что свидетельствует о стремительном увеличении числа политических заключённых (то есть на 50 %) Репрессии в Бессарабии и Северной Буковине носили такой системный характер, что к 15 февраля 1941 года советские власти арестовали около 48 тысяч человек, и эта цифра продолжала неуклонно расти вплоть до июня — июля 1941 года.
Помимо арестованных и осуждённых, известно, что в Бессарабии были приведены в исполнение смертные приговоры как минимум в отношении 136 человек. Однако большинство убийств, совершённых советами против румынского (молдавского) населения в Бессарабии и Северной Буковине, происходили без вынесения и исполнения судебных приговоров — на месте. Так, до апреля 1941 года число тех, кто был застрелен советскими пограничниками и военными при попытке скрытно бежать в Румынию, достигло нескольких сотен человек. С другой стороны, советская власть проявляла несоизмеримую жёсткость даже по отношению к тем, кто оказывал лишь пассивное сопротивление. Показательным примером служит антисоветское движение «Майдахонда», лидером которого был Думитру Аврамоглу. Вместе с группой из 40 учащихся Педагогического института № 2 в Оргееве, они составили и распространили листовки с критикой сталинского режима и личности Сталина. Все члены организации, включая их руководителя, были впоследствии казнены. Ещё в октябре 1940 года недовольство местного населения жёсткой налоговой политикой, проводимой советской властью в отношении крестьянства, вылилось в открытые антисоветские выступления во многих коммунах Бессарабии. Большевистские власти были изгнаны из ряда населённых пунктов, в том числе из коммун Пересечино, Хыртопул Мик, ряда коммун из Оргеевского района и других. Как следствие, советские военные жестоко подавили эти выступления, утопив их в крови. Другой случай массовой расправы над местным населением случился возле села Адынката (уезд Черновцы), где около 5000 румын из нескольких сёл собрались под руководством учителей перед зданием советского военного командования, требуя разрешения перейти в Румынию. Возмущённые высокомерным и унизительным поведением советского коменданта, крестьяне разбили бюст Ленина, установленный перед зданием штаба, и, возглавляемые священником, направились к границе. Советские войска, приведённые в боевую готовность, настигли их и расстреляли из автоматического оружия.
Всплеск насилия в Бессарабии произошёл во время массовых депортаций, организованных советскими властями в июне 1941 года. В ответ местные жители начали физически ликвидировать советских военнослужащих — в ночь с 12 на 13 июня были убиты многие офицеры и солдаты НКВД в Сорокском районе. С того момента и до восстановления румынской администрации в Бессарабии недовольство местного населения достигло апогея, вылившись в физическую расправу над частью советских активистов. В ответ на волну сопротивления против советского режима отступающие советские власти прибегли к массовым расправам над местным населением. В коммуне Питушка (жудец Лэпушна) были казнены советскими военными несколько сельчан, которых большевики сочли «опасными элементами». В селе Кэрбуна (жудец Тигина) советские солдаты убили нескольких местных жителей, осмелившихся протестовать против поджога церкви, мельницы и школы. В Скулень (жудец Лэпушна) Анна Ионеску была расстреляна советским военнослужащим за то, что приготовила еду для встречи с румынскими солдатами. Та же участь постигла и священника Еустратие Кирицэ, который был расстрелян на месте за то, что отслужил молебен в честь победы румынской армии. Согласно данным, которыми располагали румынские следственные органы осенью 1941 года, в Бессарабии и Северной Буковине советскими властями были убиты через расстрел или замучены до смерти от 25 до 30 тысяч человек В академической литературе оценивается, что около 90 000 человек в Бессарабии и Северной Буковине стали жертвами казней и депортаций в период первого года советской оккупации 1940—1941 годов.

### Депортация «нежелательных элементов» в 1941 году
Весной — в начале лета 1941 года c территорий, вошедших в состав СССР в 1939—1941 годах, началась депортация «нежелательных элементов». В Молдове (с Черновицкой и Аккерманской областями УССР) депортации начались в ночь с 12 на 13 июня. Депортировались «главы семей» (которых вывозили в лагеря военнопленных) и члены семей (ссыльнопоселенцы). Ссыльнопоселенцы из этого региона были высланы в Казахскую ССР, Коми АССР, Красноярский край, Омскую и Новосибирскую области. По оценке общества «Мемориал» общее число ссыльнопоселенцев из Молдовы во всех регионах расселения составляет 25 711 человек в 29 эшелонах. Суммарное число «изъятых» обеих категорий приводится в докладной записке замнаркома госбезопасности СССР Кобулова Сталину, Молотову и Берии от 14 июня 1941 года и составляет 29 839 человек. Советская пропаганда называла эту депортацию «эвакуацией», на новом месте бо́льшая часть спецпоселенцев пополнила трудармии.

## Исторические и правовые последствия
В результате присоединения, Советским Союзом была занята территория площадью 50 762 км², на ней проживали 3 776 000 человек. Румыния лишилась 17 % (из 295 649 км²) своей территории и 18,9 % (из 19,9 млн.) населения.
Немногим позднее, по итогам решений II Венского арбитража и согласно протоколам Крайовского мирного договора (1940), от Румынии были отторгнуты, в пользу Венгрии — Северные районы Трансильвании, а в пользу Болгарии — Южная Добруджа. Потери территорий и ресурсов, изменение границ не в пользу Румынии, — привели осенью 1940 года к отречению ранее пробритански настроенного короля Кароля II от престола. Влияние Германии становилось повсеместным, что привело к государственному перевороту, устроенному националистической «Железной Гвардией» и приходу к власти кондукэтора Иона Антонеску.
После отречения короля от власти и престола, в стране установилась диктатура маршала Иона Антонеску, который вскоре инициировал подписание протокола о присоединении Румынии к Тройственному пакту. Впоследствии Румыния выступила на стороне стран Оси в войне против СССР.
Для СССР присоединение земель Бессарабии и Северной Буковины явилось закономерным итогом последовательной политики, которую советское правительство проводило с момента аннексии этих земель Румынией в 1918 году. Большое значение имел выход к важнейшей судоходной реке Европы — Дунаю и создание на нём Дунайской флотилии.
В рамках послевоенной Парижской мирной конференции 1947 года Румыния и Советский Союз подписали мирный договор, в котором, в частности, заявлялось о взаимном признании советско-румынской границы, установленной соглашением 28 июня 1940 года, закрепившим за СССР Бессарабию, Северную Буковину и район Герца.
После присоединения этих территорий к УССР, в 1940 году были основаны Черновицкая и Аккерманская области. 2 августа 1940 года была образована Молдавская ССР со столицей в Кишинёве, а в состав Одесской области было включено восемь районов ранее входивших в состав Молдавской АССР (см. Административное деление Украины).
23 мая 1948 года Румыния передала Советскому Союзу остров Змеиный и часть земель в дельте Дуная.
В 1990 году Верховный Совет Молдавской ССР принял заключение комиссии по пакту Молотова — Риббентропа, в котором акт создания Молдавской ССР объявлялся ничтожным, а присоединение Бессарабии к СССР — «оккупацией румынских территорий без правовых на то оснований».

### Имущество, оружие и боеприпасы
15 августа 1940 года по указу Президиума Верховного Совета СССР на присоединённых территориях была проведена национализация предприятий. Национализировались крупные жилые дома, сберкассы, транспорт, средства связи, промышленные предприятия. Имуществом Молдавской ССР стало более 500 предприятий.
Другим указом Президиума Верховного Совета от того же числа национализировалась земля. По некоторым данным потери крестьянских хозяйств Бессарабии от действий отходящих румынских войск составили около 1 млрд румынских лей в ценах 1940 года.
Военное имущество, снаряжение, оружие и боеприпасы в составе 792 железнодорожных вагонов были возвращена румынской стороне летом-осенью 1940 года. Прочие потери и претензии Королевства Румынии были оговорены и урегулированы в ходе последующих советско-румынских переговоров 1947 года, и позднее с представителями Румынской Народной Республики.
4 июля 2003 года президенты Румынии (Ион Илиеску) и России (Владимир Путин) подписали договор о дружеских отношениях и сотрудничестве, по которому Румыния отказалась от территориальных претензий к России как к правопреемнику СССР, в связи с присоединением последним Бессарабии и Северной Буковины.
| Количество основных видов переданного Румынии военного имущества (согласно документам из архива РГВА) | Количество основных видов переданного Румынии военного имущества (согласно документам из архива РГВА) | Количество основных видов переданного Румынии военного имущества (согласно документам из архива РГВА) |
| Наименование                                                                                          | Подлежало передаче                                                                                    | Фактически передано                                                                                   |
| --- | --- | --- |
| Винтовки                                                                                              | 66035                                                                                                 | 66203                                                                                                 |
| Пулемёты                                                                                              | 1349                                                                                                  | 1350                                                                                                  |
| Револьверы и пистолеты                                                                                | 7855                                                                                                  | 8152                                                                                                  |
| Пушки                                                                                                 | 201                                                                                                   | 201                                                                                                   |
| Миномёты                                                                                              | 45 | 25 |
| Штыки и кинжалы                                                                                       | 30204                                                                                                 | 36046                                                                                                 |
| Кавалерийские сабли                                                                                   | 4023                                                                                                  | 4300                                                                                                  |
| Винтовочные патроны                                                                                   | 16754800                                                                                              | 16937640                                                                                              |
| Револьверные патроны                                                                                  | 55379                                                                                                 | 52929                                                                                                 |
| Снаряды                                                                                               | 108000                                                                                                | 109016                                                                                                |
| Ручные гранаты                                                                                        | 67217                                                                                                 | 73500                                                                                                 |
| Разные мины                                                                                           | 21810                                                                                                 | 26352                                                                                                 |
| Зенитные спаренные ручные пулемёты                                                                    | 5 | 5 |
| Винтовочные патроны учебные и холостые                                                                | 281900                                                                                                | 316068                                                                                                |
| Снаряды учебные                                                                                       | 10 | 94 |
| Противогазы                                                                                           | 19291                                                                                                 | 20575                                                                                                 |
| Телефоны                                                                                              | 147                                                                                                   | 153                                                                                                   |
| Бикфордов шнур, м.                                                                                    | 400                                                                                                   | 6331                                                                                                  |
| Взрывчатые вещества, кг.                                                                              | 17430                                                                                                 | 16920                                                                                                 |
| Колючая проволока, кг.                                                                                | 268900                                                                                                | 276800                                                                                                |
| Цемент, тн.                                                                                           | 1950                                                                                                  | 1681                                                                                                  |
| Железо арматурное, тн.                                                                                | 2038                                                                                                  | 2107,1                                                                                                |
| Рельсы, тн.                                                                                           | 5 | 7,5                                                                                                   |
| Бетономешалки                                                                                         | 36 | 36 |
| Лесоматериалы, м³.                                                                                    | 1903                                                                                                  | 1924                                                                                                  |

## Память
В советское время во многих городах Молдовы и южной части Одесской области УССР были улицы, названные в честь «освобождения страны от румынской оккупации» 28 июня 1940. После обретения странами независимости почти все эти улицы были переименованы новыми властями.

### Комментарии
1. ↑  К этому моменту Франция была оккупирована Германией и не могла выступать на международной арене как самостоятельный субъект международных отношений, гарантируя прежние обязательства; ещё 10 июня 1940 года французское правительство бежало из Парижа, а 22 июня 1940 года Франция капитулировала Германии, 24 июня — Италии[13].
2. ↑  В начале июля 1941 года практически вся территория Молдавской ССР и Черновицкая область УССР были оккупированы румынскими и немецкими войсками, вскоре было создано так называемое румынское Губернаторство Транснистрия со столицей в Одессе, а Кишинёв и ряд территорий бывшей Молдавской ССР при этом были вновь включены в состав Румынии (Губернаторство Буковина, Губернаторство Бессарабия). Гитлер лично дал разрешение на румынский протекторат для этих территорий. Румынская пресса преподносила эти события как «большую историческую победу над многовековым врагом», провозглашая «новую эру» для всего румынского народа. В 1944 году все эти территории были освобождены Красной армией и вновь вошли в состав Украинской и Молдавской ССР.
3. ↑  Позднее примар Кишинёва. В годы Второй мировой войны был назначен городским головой Одессы, которая являлась столицей румынской Транснистрии.
4. ↑  В среде молдавских националистов ещё в ходе революции 1905—1907 годов возникла идея создать Сфатул Цэрий. Теперь, в новых условиях, эта идея вновь была озвучена на страницах газет прорумынской МНП в апреле 1917 года[15].
5. ↑  После установления советской власти в Одессе 18 (31) января 1918 года при посредничестве представителя Антанты полковника Д. В. Бойля и французского консула Аркье неожиданно возобновился советско-румынский диалог. СНК санкционировал создание в Одессе «Высшей автономной коллегии по русско-румынским делам» под председательством особоуполномоченного Х. Г. Раковского. В феврале 1918 года в условиях немецкого наступления после срыва брестских переговоров — 20 февраля (5 марта) от румынской стороны пришло согласие немедленно эвакуировать Бессарабию, кроме Бендер и Жебриан, от советской стороны требовалось содействовать скорейшему обмену военнопленными и создать межсоюзные комиссии в шести городах из представителей России, Румынии, Франции, Англии и США для решения вопроса о возвращении всех ценностей, вывезенных в Империю во время эвакуации румынских городов. Также заявлялось о румынском невмешательстве во внутренние дела Бессарабии. На основании этих положений переговорщики 5 марта в Одессе и 9 марта в Яссах подписали «Протокол о ликвидации русско-румынского конфликта» и «Русско-румынское соглашение об очищении Румынией Бессарабии». Соглашения от 5—9 марта фактически восстановили дипломатические отношения, прерванные нотой 13 (26) января. Однако всё это в полном объёме реализовано не было[29].
6. ↑  22 апреля 1918 года королевским декретом подтверждалось решение об объединении Бессарабии с Румынией, а функционерам Сфатул Цэрий — Инкульцу и Чугуряну были пожалованы должности министров без портфелей в румынском правительстве[31].
7. ↑  По условиям Брест-Литовского мирного договора РСФСР отказалась от Украины, признав её полную независимость и вопросы территориального переустройства бывших имперских приграничных земель решались теперь независимой УНР. Мирный договор с Румынией украинским советским правительством был подписан ещё 9 марта 1918 года в Одессе, но в силу не вступил, поскольку после ввода германских войск на территории Украины установилась власть Центральной Рады.
8. ↑  В конце сентября 1938 года на Волыни прошли показательные учения польской армии, в которых приняли участие 5 пехотных, 1 кавалерийская дивизия, 1 мотобригада и 1 бригада лёгких бомбардировщиков. Польша открыто демонстрировала готовность остановить Красную армию, если та попробует пройти через польскую территорию на помощь Чехословакии. Под прикрытием этих манёвров польские войска стали стягивать к Тешину. На границе с Чехословакией были развёрнуты: отдельная оперативная группа «Шлёнск» под командованием генерала Бортновского в составе 23-й пехотных дивизий, Великопольской и 10-й моторизованной кавалерийских бригад. К 1 октября 1938 года эта группировка насчитывала 35 966 человек, 270 орудий, 103 танка, 9 бронемашин и 103 самолёта[56].
9. ↑  Рано утром 17 сентября 1939 года представителем НКИД СССР польскому послу в СССР Вацлаву Гржибовскому была зачитана и вручена нота[58], опубликованная в тот же день во всех центральных советских газетах.
10. ↑  Поскольку румынские военнослужащие не интернировались, то советская сторона не изымала у них оружие, и не брала на себя обязательства и ответственность — собирать брошенное. Однако впоследствии брошенное румынской армией оружие, снаряжение и боеприпасы всё же были собраны и переданы Румынии.
11. ↑  В современной румынской историографии местами приводятся несколько иные цифры. Однако в архивных документах (актах приёма-передачи военного имущества румынской стороне) присутствует точное количество и есть отметка о приёмке ответственного лица[15].

## Публицистика
- Atlas historical:Population of Eastern Balkans (англ.). Tacitus.nu. Population History (2009). Дата обращения: 22 февраля 2020.
- Александр Бовдунов. «Сигуранца проклятая»: Как русский мужик создал румынскую разведку // Warhead : журнал. — 2018. — 28 мая.
- Александр Бондаренко. Судьба «красного резидента» // Красная Звезда : газета. — 2001. — 7 февраля.
- Гурьянов А. Э. Масштабы депортации населения вглубь СССР в мае-июне 1941 года // Мемориал : альманах. — 1999.
- Борис Мещеряков. Боевое применение речных военных флотилий отечественного ВМФ в оборонительных и наступательных действиях сухопутных войск // Flot.com : альманах. — 2019.
- Дмитрий Окунев. «В лесу маму убили»: как советские пограничники стреляли по румынам. // Газета.ru. — 2021. — 1 апреля.
- Елена Соколяну. Неудобная для унионистов правда о временах румынской оккупации Молдовы и Приднестровья // Actualitati.md : интернет-портал. — 2015. — 22 мая.
- Теофил Реднюк. Национальная политика королевской Румынии в межвоенный период и во время Второй мировой войны = Національна політика королівської Румунії у міжвоєнний період та під час Другої світової війни : монография. — Міжнародні зв’язки України: наукові пошуки та знахідки. — Киев : Міжвід. зб. наук. пр., 2010. — Вып. 19. — С. 137—154.
- Репин В. В. Развитие в 1939 году советско-бессарабского территориального конфликта / редкол.: А. П. Сальков, О. А. Яновский и др. // Вестник БГУ. — Минск : БГУ, 2009. — № 4. — С. 154—150. — ISSN 0321-0359.
- Репин В. В. Возникновение бессарабской проблемы в советско-румынских отношениях и борьба за власть в Бессарабии в конце 1917—1918 гг / редкол.: А. П. Сальков, О. А. Яновский и др. // Вестник БГУ. — Минск : БГУ, 2011. — № 2. — С. 22—26. — ISSN 0321-0359.
- Макарчук В., Рудый Н. Восточные границы межвоенной Румынии (1918—1940 гг.): Аспекты международного права // Русин : Международный исторический журнал. — Кишинёв, 2012. — № 2(28). — С. 55—67. — ISSN 2345-1149.
- Андрей Мартынов. Аннексия по-советски // The New Times : журнал. — 2010. — 20 декабря (№ 43).
- Терещенко В. В. Пограничные округа накануне Великой Отечественной войны // Вестник ТГУ. — Тамбов : Тамбовский университет, 2013. — № 122. — С. 181—187. — ISSN 1810-0201.
- Поддубный И. Румыны Буковины в жизни края: 1848—1918 гг :  [укр.] = Румуни Буковини в житті краю: 1848—1918 рр. // Историческая панорама : научный журнал. — 2010. — Вып. 10. — С. 9—40.
- Прутский поход 1940 года // Хронос. — 2009.